# Google Toolbar
Die Google-Toolbar ist eine Webbrowser-Erweiterung des US-amerikanischen Unternehmens Google Inc. Sie wird heute nunmehr ausschließlich für den Webbrowser Internet Explorer angeboten.

## Geschichte
Die Software wird seit dem Jahr 2000 angeboten. Sie war zeitweise auch für den Webbrowser Mozilla Firefox verfügbar.

## Funktionen
Zu den Funktionen zählen unter anderem die Websuche, das heißt der Aufruf der Google-Websuche. Hierbei ist das Suchfeld ständig vorhanden. Beim Goggelsuchdienst erfolgt die Suche mittels weiteren Google-Suchdiensten, z. B. Google-Bilder-Suche oder Google Scholar. Der Pop-up-Blocker verhindert, sofern er vom User aktiviert wurde, das automatische Öffnen von Browser-Fenstern, die meist unerwünscht sind. Mit der Site-Suche lässt sich die aktuelle Webseite nach einem gewünschten Begriff durchsuchen. Die Seiten-Info gibt Informationen über die aktuelle Seite (einschließlich ähnlicher Seiten; Seiten, die auf diese Seite verweisen und die Cache-Schnappschüsse). Zur Hervorhebung der Suchwörter, mit denen man über Google auf diese Seite gekommen ist, wird jedes Wort in einer eigenen Farbe dargestellt. Eine Rechtschreibkorrektur ist in gesonderten Formularfeldern zu nutzen und eine Wort-Übersetzung hilft bei der Übersetzung einzelner Wörter der Seite. Mit „SideWiki“ (früher „SearchWiki“) ist es möglich, jede Website öffentlich zu kommentieren. Die bewertbaren Kommentare sind dabei nur von denen einzusehen, die das Tool benutzen. Allerdings ist „SideWiki“ kein „Wiki“ im eigentlichen Sinne, weil man die Kommentare nicht editieren kann. Problematisch ist auch, dass es für Website-Betreiber keine Möglichkeit des Opt-outs gibt. In Deutschland könnte Google für den Inhalt von rechtswidrigen Kommentaren im Rahmen der allgemeinen Störerhaftung von Internet-Foren haften. Google-„Sidewiki“ ist seit dem 5. Dezember 2011 eingestellt. Mit dem Webprotokoll können Benutzer mit Google-Konto die Toolbar benutzen, um alle besuchten Seiten in ihr Webprotokoll aufzunehmen. Die Toolbar sendet dann die URLs der aufgerufenen Seiten an Google, wo sie in einem Verlauf gespeichert werden. Über den Internetdienst können dann die bisher besuchten Seiten durchsucht und Statistiken zum Internetverhalten eingesehen werden.

## Kritik
Die mittlerweile entfernte Funktion „AutoLink“ verlinkte automatisch spezielle Inhalte auf Webseiten mit Google-eigenen Angeboten und veränderte damit deren Inhalt für den Nutzer der Toolbar ohne Absprache mit dem Ersteller der Seite. Ebenfalls wurde kritisiert, dass die Toolbar bei den erweiterten Funktionen PageRank und Sidewiki Adressen und andere Webseiteninformationen zum Zeitpunkt des Besuchs an Google sendet.
Bei den vielen Diensten, die Google inzwischen bietet, muss vom User überdacht werden, was Google alles erfährt, wenn man diese Dienste nutzt. Es muss daran gedacht werden, dass gerade wenn man einen Google-Account hat und eingeloggt ist, viele scheinbar harmlose Informationen (wie z. B. angeklickte Werbeanzeigen) zusammengeführt werden könnten, wodurch aussagekräftige Rückschlüsse auf den einzelnen Nutzer möglich sind.
Da die meisten Funktionen der Symbolleiste mittlerweile auch anders realisiert werden können, ist die anfängliche Bedeutung heute nicht mehr gegeben. Einige Funktionen, wie etwa das Suchfeld, sind mittlerweile in allen verbreiteten Webbrowsern standardmäßig vorhanden, so dass nach ihrer Installation eine Funktion zweimal vorhanden ist. Die von vielen Nutzern angeführte Anzeige des PageRank einer Webseite in der Symbolleiste kann mittlerweile auch anders ermittelt werden.